# Llista de premis de Radiohead
Llista dels premis i nominacions rebuts pel grup de música Radiohead. Aquesta banda britànica de rock alternatiu es va crear l'any 1985 a Abingdon, Oxfordshire, i continua activa des de llavors. Està formada pels mateixos cinc membres des de la seva creació: Thom Yorke, Jonny Greenwood, Colin Greenwood, Phil Selway i Ed O'Brien. Entre totes les seves publicacions destaquen vuit àlbums d'estudi.

## Resum
| Premi                      | Guanyats | Nominacions |
| -------------------------- | -------- | ----------- |
| BRIT Awards                | 0        | 10          |
| Grammy Awards              | 3        | 18          |
| Mercury Music Prize Awards | 0        | 4           |
| MTV Video Music Awards     | 1        | 12          |

## BRIT Awards
Els BRIT Awards són els premis que lliura anualment la indústria discogràfica britànica (British Phonographic Industry, BPI). Radiohead ha estat nominat en deu ocasions però en no ha aconseguit el guardó en cap d'elles.
| Any  | Premi                     | Treball            | Resultat |
| ---- | ------------------------- | ------------------ | -------- |
| 1996 | Millor grup britànic      | Radiohead          | Nominat  |
| 1996 | Millor àlbum              | "The Bends"        | Nominat  |
| 1996 | Millor videoclip britànic | "Just"             | Nominat  |
| 1998 | Millor grup               | Radiohead          | Nominat  |
| 1998 | Millor àlbum              | "OK Computer"      | Nominat  |
| 1998 | Millor senzill            | "Paranoid Android" | Nominat  |
| 1999 | Millor videoclip britànic | "No Surprises"     | Nominat  |
| 2001 | Millor grup britànic      | Radiohead          | Nominat  |
| 2009 | Millor grup britànic      | Radiohead          | Nominat  |
| 2009 | Millor àlbum britànic     | In Rainbows        | Nominat  |

## Grammy Awards
Els Grammy Awards són els premis que entrega anualment l'associació de músics, productors i enginyers d'enregistrament dels Estats Units (National Academy of Recording Arts and Sciences, NARAS). Radiohead ha estat guardonat en tres ocasions d'un total de divuit nominacions.
| Any  | Premi                                     | Treball                  | Resultat  |
| ---- | ----------------------------------------- | ------------------------ | --------- |
| 1998 | Millor àlbum de música alternativa        | OK Computer              | Guanyador |
| 1998 | Àlbum de l'any                            | OK Computer              | Nominat   |
| 1999 | Millor àlbum de música alternativa        | Airbag/How Am I Driving? | Nominat   |
| 2000 | Millor videoclip musical de llarg format  | Meeting People Is Easy   | Nominat   |
| 2001 | Millor àlbum de música alternativa        | Kid A                    | Guanyador |
| 2001 | Àlbum de l'any                            | Kid A                    | Nominat   |
| 2002 | Millor àlbum de música alternativa        | Amnesiac                 | Nominat   |
| 2004 | Millor actuació vocal rock de duet o grup | "There There"            | Nominat   |
| 2004 | Millor àlbum de música alternativa        | Hail to the Thief        | Nominat   |
| 2009 | Millor actuació vocal rock de duet o grup | "House of Cards"         | Nominat   |
| 2009 | Millor cançó rock                         | "House of Cards"         | Nominat   |
| 2009 | Millor vídeo musical curt                 | "House of Cards"         | Nominat   |
| 2009 | Millor àlbum de música alternativa        | In Rainbows              | Guanyador |
| 2009 | Millor àlbum de l'any                     | In Rainbows              | Nominat   |
| 2012 | Millor actuació rock                      | "Lotus Flower"           | Nominat   |
| 2012 | Millor cançó rock                         | "Lotus Flower"           | Nominat   |
| 2012 | Millor vídeo musical curt                 | "Lotus Flower"           | Nominat   |
| 2012 | Millor àlbum de música alternativa        | The King of Limbs        | Nominat   |

## Mercury Music Prize Awards
Els premis Mercury són lliurats anualment per la indústria britànica British Phonographic Industry als millors àlbums de l'any. Radiohead no ha estat mai guardonat malgrat rebre 4 nominacions.
| Any  | Categoria      | Treball           | Resultat |
| ---- | -------------- | ----------------- | -------- |
| 1997 | Àlbum de l'any | OK Computer       | Nominat  |
| 2001 | Àlbum de l'any | Amnesiac          | Nominat  |
| 2003 | Àlbum de l'any | Hail to the Thief | Nominat  |
| 2008 | Àlbum de l'any | In Rainbows       | Nominat  |

## MTV Video Music Awards
Els premis MTV Video Music Awards són lliurats anualment pel canal MTV als millors vídeos musicals. Radiohead ha estat guardonat amb un únic premi de les dotze nominacions.
| Any  | Categoria                              | Treball            | Resultat  |
| ---- | -------------------------------------- | ------------------ | --------- |
| 1996 | Videoclip revelació                    | "Just"             | Nominat   |
| 1997 | Videoclip revelació                    | "Paranoid Android" | Nominat   |
| 1997 | Elecció d'espectadors internacionals   | "Paranoid Android" | Nominat   |
| 1998 | Millor videoclip de banda              | "Karma Police"     | Nominat   |
| 1998 | Millor direcció en videoclip           | "Karma Police"     | Nominat   |
| 1998 | Millor fotografia en videoclip         | "Karma Police"     | Nominat   |
| 1998 | Millor videoclip alternatiu            | "Karma Police"     | Nominat   |
| 2003 | Millor direcció artística en videoclip | "There There"      | Guanyador |
| 2003 | Millors efectes especials en videoclip | "There There"      | Nominat   |
| 2003 | Millor muntatge en videoclip           | "There There"      | Nominat   |
| 2003 | Millor fotografia en videoclip         | "There There"      | Nominat   |
| 2009 | Millor videoclip                       | "Karma Police"     | Nominat   |